# Cumby
La ville de Cumby est située dans le comté de Hopkins, dans l’État du Texas, aux États-Unis. Sa population s’élevait à 777 habitants lors du recensement de 2010, estimée à 790 habitants en 2017.

## Source
- (en) Cet article est partiellement ou en totalité issu de l’article de Wikipédia en anglais intitulé « Cumby, Texas » (voir la liste des auteurs).